# 利沃尼亞 (紐約州)
利沃尼亞（英語：Livonia）是一個位於美國紐約州利文斯頓縣的鎮。

## 人口
根據2020年美國人口普查的數據，利沃尼亞的面積為106.38平方千米，當中陸地面積為99.10平方千米，而水域面積為7.28平方千米。當地共有人口7497人，而人口密度為每平方千米70人。